# Balkan-Cup 1935
Der 6. Balkan-Cup war ein Wettbewerb für Fußballnationalmannschaften von Staaten aus der Balkanregion. Die Spiele fanden im Juni 1935 zum zweiten Mal in der Wettbewerbsgeschichte nach 1931 in Bulgariens Hauptstadt Sofia statt. Neben dem Gastgeber nahmen wie bei den Vorjahresauflagen auch wieder Griechenland, Jugoslawien und Rumänien am Turnier teil. Jede Mannschaft spielte im Gruppenmodus einmal gegen jede andere. Am Ende lagen Titelverteidiger Jugoslawien und die Bulgaren punktgleich an der Spitze. Aufgrund des besseren Toredurchschnitts (geschossene Tore dividiert durch Gegentore) von 2,75 gegenüber 2,4 gewann Jugoslawien und zog mit seinem zweiten Balkan-Cup-Sieg mit den bisherigen alleinigen Rekordsiegern Rumänien und Bulgarien gleich. Auch in der Entscheidung um den dritten Platz musste der Toredurchschnitt entscheiden, der den Griechen den Vorrang vor den Rumänen gewährte, die zum ersten Mal in der Turniergeschichte den letzten Platz einnahmen. Toptorschütze war der Bulgare Angulov (fünf Treffer).

## Ergebnisse
Tabelle nach Zwei-Punkte-Regel.
| Pl. | Land         | Sp. | S | U | N | Tore    | Diff. | Punkte |
| --- | ------------ | --- | - | - | - | ------- | ----- | ------ |
| 1.  | Jugoslawien  | 3   | 2 | 1 | 0 | 011:400 | +7    | 05     |
| 2.  | Bulgarien    | 3   | 2 | 1 | 0 | 012:500 | +7    | 05     |
| 3.  | Griechenland | 3   | 0 | 1 | 2 | 005:130 | −8    | 01     |
| 3.  | Rumänien     | 3   | 0 | 1 | 2 | 002:800 | −6    | 01     |

|                        |   |              |     |
| 16. Juni 1935 in Sofia |   |              |     |
| Bulgarien              | – | Griechenland | 5:2 |
| 17. Juni 1935 in Sofia |   |              |     |
| Jugoslawien            | – | Rumänien     | 2:0 |
| 19. Juni 1935 in Sofia |   |              |     |
| Bulgarien              | – | Rumänien     | 4:0 |
| 21. Juni 1935 in Sofia |   |              |     |
| Jugoslawien            | – | Griechenland | 6:1 |
| 24. Juni 1935 in Sofia |   |              |     |
| Bulgarien              | – | Jugoslawien  | 3:3 |
| Rumänien               | – | Griechenland | 2:2 |